# Septembre 1780

## Événements

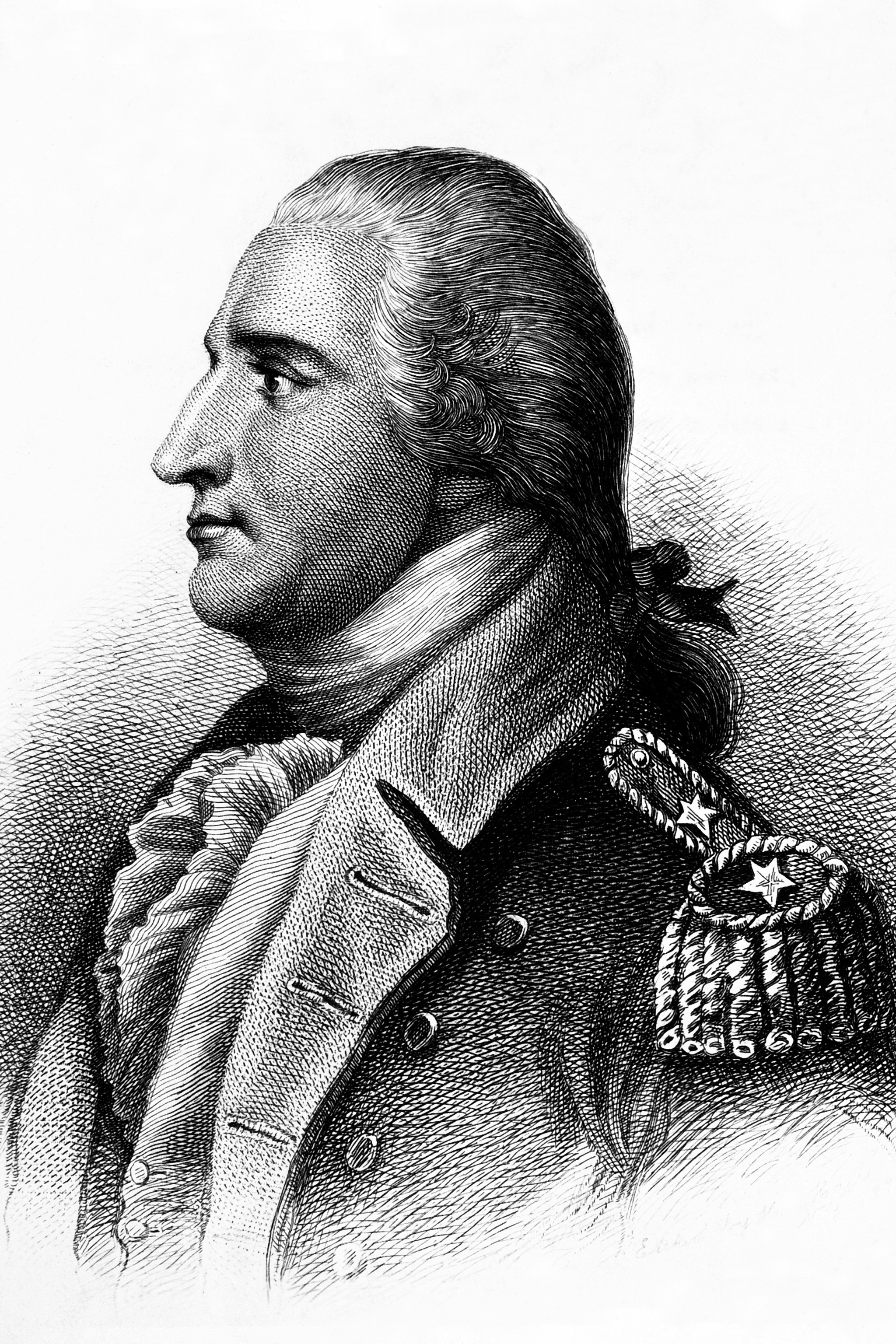
Benedict Arnold

- 6 septembre - 18 octobre : élections générales au Royaume-Uni[1].

- 10 septembre : défaite britannique à la pataille de Pollilur[2].

- 21 septembre : Benedict Arnold donne des plans détaillé de West Point, un camp militaire de l'Union dans l'État de New York, au Major britannique John André. Trois jours plus tard, John André est capturé.

- 25 septembre : Benedict Arnold fuit vers des territoires contrôlés par les Britanniques.

## Naissances
- 3 septembre : Heinrich Christian Schumacher (mort en 1850), astronome, géodésien et éditeur allemand.
- 8 septembre : Jean-Marie de Lamennais, prêtre français.
- 13 septembre : Lucile Messageot, peintre française († 23 mai 1803)

## Décès
- 8 septembre : Jeanne Marie Leprince de Beaumont, écrivain de La Belle et la Bête.
- 23 septembre : Madame du Deffand.